# Pietro Borradori
Pour les articles homonymes, voir Borradori.
Pietro Borradori, né à Milan le 28 août 1965, est un compositeur et entrepreneur italien.

## Biographie
Pietro Borradori a commencé à étudier le piano à 8 ans. Il étudie successivement la composition et le piano au Conservatoire Giuseppe-Verdi de sa ville, respectivement avec Davide Anzaghi et Giacomo Manzoni et Carlo Pestalozza. Il a fréquenté l'Académie de Musique Chigiana avec l'enseignement de Franco Donatoni de 1987 à 1988 et la Musikhochschule de Freiburg avec Emmanuel Nunes et Gérard Grisey. En parallèle, il a étudié l'Architecture à l'École polytechnique de Milan. De 1987 à 1992, il enseigne la composition au Conservatoire de Trente.
Il a reçu des commandes et créations de la part d'institutions comme Radio France, le Ministère français de la Culture, Westdeutscher Rundfunk, Radio Télévision italienne, Nederland Radio Symphony Orchestra, Avanti Chamber Orchestra, Festival Milano Musica - Teatro alla Scala, la Fondation Gulbenkian, Fondazione Roma Europa - Villa Medici. Il a enregistré pour les labels CD Fonit Cetra et BMG Ricordi. Les œuvres de 1987 à 1994 sont publiées par BMG Ricordi.
Outre son activité de composition, il est directeur artistique et entrepreneur dans la technologie.
En 1989, il a fondé avec Riccardo Nova et Andreas Dohmen, le Festival de Nuove Sincronie, en organisant toutes les dix éditions jusqu'en 1999. Il a fondé l'Ensemble instrumental Nuove Sincronie pour l'interprétation du répertoire contemporain. En 1995, il fonde Allegroassai et par la suite il a développé la technologie de notation Vivaldi et la bibliothèque musicale online VivaldiStudio.
En 2008, il a fondé SimilarPages, le moteur de recherche destiné à la recherche de sites Web similaires.

## Discographie
Monographies
- 1990, Camera Obscura (Italie, Fonit Cetra)
- 1994, Opus Incertum (Italie, BMG Ricordi)

Autres
- 1993, Nuove Sincronie 92 (Italie, Sincronie)
- 1993, Contemporanea Koine (Italie, Stile Libero)

## Principales compositions
1985
- Epilogue, pour piano

1987
- Epigram for Morton Feldman, pour flûte
- Dialogues Entre Métopes, pour ensemble
- Fragmenta Veneris, pour ensemble

1988
- Holzwege, pour ensemble

1989
- Camera Obscura, pour quatuor avec piano

1990
- Streichquartett n.1, pour quatuor à cordes
- Puer-Senex, pour orchestre
- Zwei Orgelstuecke, pour orgue

1991
- Dialectical Landscapes I, pour violoncelle et piano
- Pan I, pour orchestre

1992
- Opus Incertum, pour ensemble
- Opus Quadratum, pour octuor à vent
- Opus Alexandrinum, pour violoncelle et ensemble

1993
- Trame Perdute, pour duo de piano
- Cantata Puer Aeternus, pour deux chœurs et orchestre de chambre
- Obliquo, pour marimba
- Trame Perdute II, pour piano

1994
- Family Dancing, pour alto
- Dialectical Landscapes II, pour trio
- Drei Blicke in einem Opal I, pour piano solo et ensemble
- In Medias Res, pour grand ensemble

1996
- Drei Blicke in einem Opal II, pour piano solo et ensemble

1997
- Fabulae, pour cor et orchestre à cordes

1998
- Persistency of the objects I, pour ensemble
- Pan II, pour ensemble
- Persistency of the objects II, pour ensemble

2005
- Projet B, électronique

## Récompenses et distinctions
- 1988 : 2e prix Malipiero RAI, Italie
- 1988 : 1er prix Prix Kucyna -Alea III- Boston, USA
- 1989 : Finaliste Concours International Gaudeamus, Pays-Bas
- 1989 : 1er prix Junger Komponisten Forum WDR, Allemagne
- 1990 : Prix Olympia Finaliste, Grèce
- 1990 : Finaliste Concours International Gaudeamus, Pays-Bas
- 1991 : 2e prix et mention honorable Concours international Gaudeamus, Pays-Bas
- 1991 : 1er prix Concours International Ensemblia WDR, Allemagne
- 1991 : 3e prix Concours International de Washington, USA
- 1994 : 2e prix et mention honorable Concours international Gaudeamus, Pays-Bas